# Mario Todorović
Mario Todorović (Dubrovnik, Croàcia, 11 d'octubre de 1988) és un nedador Croata. Va competir als 100m papallona i als 4 x 100m dels Jocs Olímpics d'Estiu de 2008 i als 50 m estils als Jocs Olímpics d'Estiu de 2012. Todorović va guanyar la medalla d'or als 50m papallona dels Jocs del Mediterrani de 2009 i una medalla d'argent als 4×100 m del Campionat d'Europa de natació de 2008.